# Rejestrator szybkiego dostępu
Rejestrator szybkiego dostępu (ang. quick access recorder – QAR) – przyrząd do rejestracji parametrów lotu przeznaczony do uzyskania szybkiego dostępu do surowych danych lotu za pomocą np. USB, sieci GSM lub standardowych kart pamięci.
QARy są stosowane w liniach lotniczych do poprawy bezpieczeństwa i parametrów lotu, zwykle w ramach wewnętrznej analizy danych lotu w danej firmie. Podobnie jak czarna skrzynka (ang. Flight Data Recorder – FDR), QAR pobiera sygnały z szyfratora (ang. Flight Data Acquisition Unit – FDAU), rejestrując ponad 2000 parametrów lotu. QAR pobiera próbki danych znacznie częściej niż czarna skrzynka (co sekundę, a FDR co 4 sekundy), a czasem także przez dłuższy okres.
Mimo że QAR nie jest zaprojektowany do przetrwania katastrofy, niektóre egzemplarze ją przetrwały i dostarczyły cennych informacji o locie, potwierdzając dane zarejestrowane przez czarne skrzynki. Dane z rejestratora są też używane do badania zachowania samolotu w lotach poprzedzających katastrofy, takich jak nieinicjowane przez pilota poruszenia sterów i przechylenie samolotu na bok, poprzedzające katastrofy lotów United 585, Sahara India Airlines, USAir flight 427, szarpnięcia steru w Eastwind Airlines i niezamierzone przechylenie samolotu w locie Eastwind 517 oraz SilkAir 185, kiedy na podstawie danych z QAR zbadano ponad 57.000 godzin lotu.
W przeciwieństwie do czarnej skrzynki, instalacja QAR nie jest wymagana przez Urząd Lotnictwa Cywilnego przy lotach komercyjnych. QAR lub wersja z pamięcią półprzewodnikową Solid State QAR (SSQAR) coraz częściej wchodzi w skład FDR. Pierwszy na świecie SSQAR skonstruowano w 1987 w Polsce w firmie TTM (znanej dziś jako ATM) i zainstalowano go w samolotach typu ATR 42/72, Boeing 737/767, Airbus 310, Ił-76/96, Tu-154/204, Su-22M4 oraz TS-11 Iskra.